# Luc Dietrich
Luc Dietrich, pseudonimo di Raoul-Jacques Dietrich (Digione, 17 marzo 1913 – Parigi, 12 agosto 1944), è stato uno scrittore, poeta e fotografo francese.

## Biografia
Dietrich vive un'infanzia complicata. Entrambi i genitori facevano uso di oppiacei e il padre muore quando ha appena sei anni. La madre, psichicamente instabile, abbandona il figlio in istituti e da parenti per poi prenderlo definitivamente con sé. Purtroppo anche la madre muore per un'infezione da tetano quando Dietrich è adolescente. In quegli anni scriverà, sotto lo pseudonimo di Luc Ergidé, la sua prima raccolta di poesie, Huttes à la lisière.
Dietrich si trasferisce a Parigi e ha una vita irregolare, frequentando ambienti della piccola criminalità. 
Nel 1932 incontra al parc Monceau il filosofo Lanza del Vasto. Lanza del Vasto diventa un supporto fondamentale nella sua vita e lo aiuta nella stesura e revisione di alcune suoi testi. La più importante collaborazione fra i due è La felicità dei tristi, in lizza per il Premio Goncourt nel 1935, in cui Dietrich racconta la sua infanzia.
Sono gli anni in cui si appassiona alla fotografia e pubblica la silloge Terra. Contestualmente organizza diverse mostre fotografiche, raccogliendo il consenso di diversi artisti e scrittori dell'epoca.
Comincia a scrivere anche il suo secondo romanzo, L'apprendistato della città che verrà pubblicato nel 1942.
Purtroppo il rapporto tra Dietrich e Lanza del Vasto si incrina quando il primo manifesta un apprezzamento verso l’insegnamento di Gurdjieff . 
Tra gli altri scrittori intrattiene una profonda amicizia con il poeta René Daumal, anch'egli seguace di Gurdjieff.
Durante la guerra, sconvolto dalla morte di René Daumal, Luc Dietrich decide di fuggire da Parigi per raggiungere al fronte un medico suo amico, Hubert Benoit.
Il 10 giugno 1944, coinvolto in un bombardamento a Saint-Lô, viene ferito. A seguito di complicazioni muore il 12 agosto dello stesso anno.
Luc Dietrich è sepolto nel cimitero di Recologne.
Nei decenni successivi sono stati pubblicati in Francia diversi testi inediti, fra cui la raccolta di poesie Emblemi vegetali.

## Opere tradotte in italiano
- L’apprendistato della città, a cura di Marco Settimini, La finestra Editrice, Trento, 2018
- La felicità dei tristi, a cura di Matteo Morea, Portatori d’acqua, Pesaro, 2023.
- La pagina più bella e altre prose inedite, a cura di Stefano Serri, Via del Vento Edizioni, Pistoia, 2023.
- Terra. Emblemi vegetali, a cura di Lorenzo Gafforini e traduzione di Lidiia Astapenko, Edizioni Grenelle, Potenza, 2024

| Controllo di autorità | VIAF (EN) 31995610 · ISNI (EN) 0000 0000 5509 3858 · ULAN (EN) 500470204 · LCCN (EN) n95098007 · GND (DE) 120860589 · BNF (FR) cb11900179d (data) · J9U (EN, HE) 987007281557505171 |